# Rungaspis macrolobis
Rungaspis macrolobis är en insektsart som beskrevs av Kaussari 1958. Rungaspis macrolobis ingår i släktet Rungaspis och familjen pansarsköldlöss. Inga underarter finns listade i Catalogue of Life.